# Will Ramos
William Ramos (nacido el 1 de junio de 1994) es un vocalista, músico y compositor estadounidense conocido por ser el vocalista principal de la banda de deathcore estadounidense Lorna Shore desde 2020 tras la expulsión de CJ McCreery.

## Primeros años
Will Ramos creció en un pequeño pueblo de Nueva Jersey, cerca de la ciudad de Nueva York, y ha vivido allí hasta la edad adulta. Es de ascendencia puertorriqueña. Tiene tres medias hermanas, todas con quince años o más de diferencia de edad.
Ramos creció tocando música y afirma que aprendió a gritar y a usar voces ásperas desde los catorce años, imitando el heavy metal que disfrutaba. Atribuye su temprano interés por la música heavy a amigos que le presentaron a bandas como Bullet for My Valentine, Lamb of God y Whitechapel. Ramos ha citado como influencias a las bandas Infant Annihilator y All Shall Perish, y atribuye a sus intentos de imitar a los vocalistas Dan Watson de Enterprise Earth y Mitch Lucker de Suicide Silence el aprendizaje de las voces agudas.

## Carrera
Alrededor de 2014 o 2015, Will Ramos comenzó a tocar con su primera banda, el grupo de metalcore Secrets Don't Sleep. Posteriormente se unió a las bandas de deathcore Flawed Saviour y A Wake In Providence, que salieron de gira con Lorna Shore antes de que Ramos se uniera a la banda. También trabajó en la industria cinematográfica como freelance. Cuando se unió a Lorna Shore en 2020, Ramos era vocalista tanto de la banda de metalcore A Monument of a Memory como de la banda de death metal Euclid.

### Con Lorna Shore
Ramos se presentó por primera vez con Lorna Shore en marzo de 2020 como vocalista suplente de CJ McCreery en la gira europea de la banda con Decapitated, Beyond Creation, Ingested y Viscera. La gira se vio interrumpida debido a la pandemia de COVID-19. Poco después de que Ramos se uniera al grupo en marzo, la banda decidió grabar un EP con él. El guitarrista de Lorna Shore, Adam De Micco, explicó posteriormente que la banda decidió grabar un EP de tres canciones con Ramos "para ver si encajaba", lo que dio lugar a ...And I Return to Nothingness.
En junio de 2021, la banda anunció que Ramos se uniría como vocalista permanente y lanzó el primer sencillo y videoclip del EP, "To The Hellfire". "To the Hellfire" se convirtió en un éxito viral para la banda, alcanzando el número 4 en el Top 10 de Spotify Viral Chart. Posteriormente, fue elegida "Canción del Año 2021" por Loudwire, quien describió "la interpretación vocal absolutamente absurda de Will Ramos, cargada de gritos agudos de pesadilla y un chillido de cerdo que incendió internet".
Lorna Shore lanzó Pain Remains el 14 de octubre de 2022. Es el cuarto álbum de estudio de la banda y el primero en contar con Ramos como vocalista. Ramos fue el letrista de ...And I Return to Nothingness y Pain Remains.

## Discografía
Con Lorna Shore
- ...And I Return to Nothingness (EP, 2021)
- Pain Remains (2022)
- I Feel the Everblack Festering Within Me (2025)

con Project: Vengeance
- "Cut. Bleed. Repeat." (sencillo, 2023)
- "Vessel" (sencillo, 2023)

con Euclid
- Euclid (EP, 2020)
- Exsomnis (2021)

con A Wake in Providence
- The Imperfect: Iconoclast (sencillo, 2016)
- A Darkened Gospel (sencillo, 2017)
- Insidious: Phase II (2017)

con Flawed Saviour
- The Abandoned (EP, 2016)

Apariciones como invitado
- "Lifeblood" de Brand of Sacrifice (2021)
- "Trag3dy" de nothing,nowhere (Void Eternal, 2023)
- "The Cleansing" de August Burns Red (Death Below, 2024)
- "Dark Signs" (cover de Sleep Token) de Nik Nocturnal (2024)
- "Top 10 staTues tHat CriEd bloOd" (cover de Bring Me the Horizon) de Nik Nocturnal (2024)
- "Dance!" de Attack Attack! (Attack Attack! II, 2025)